# Ehregutaplatz 2 (Bregenz)

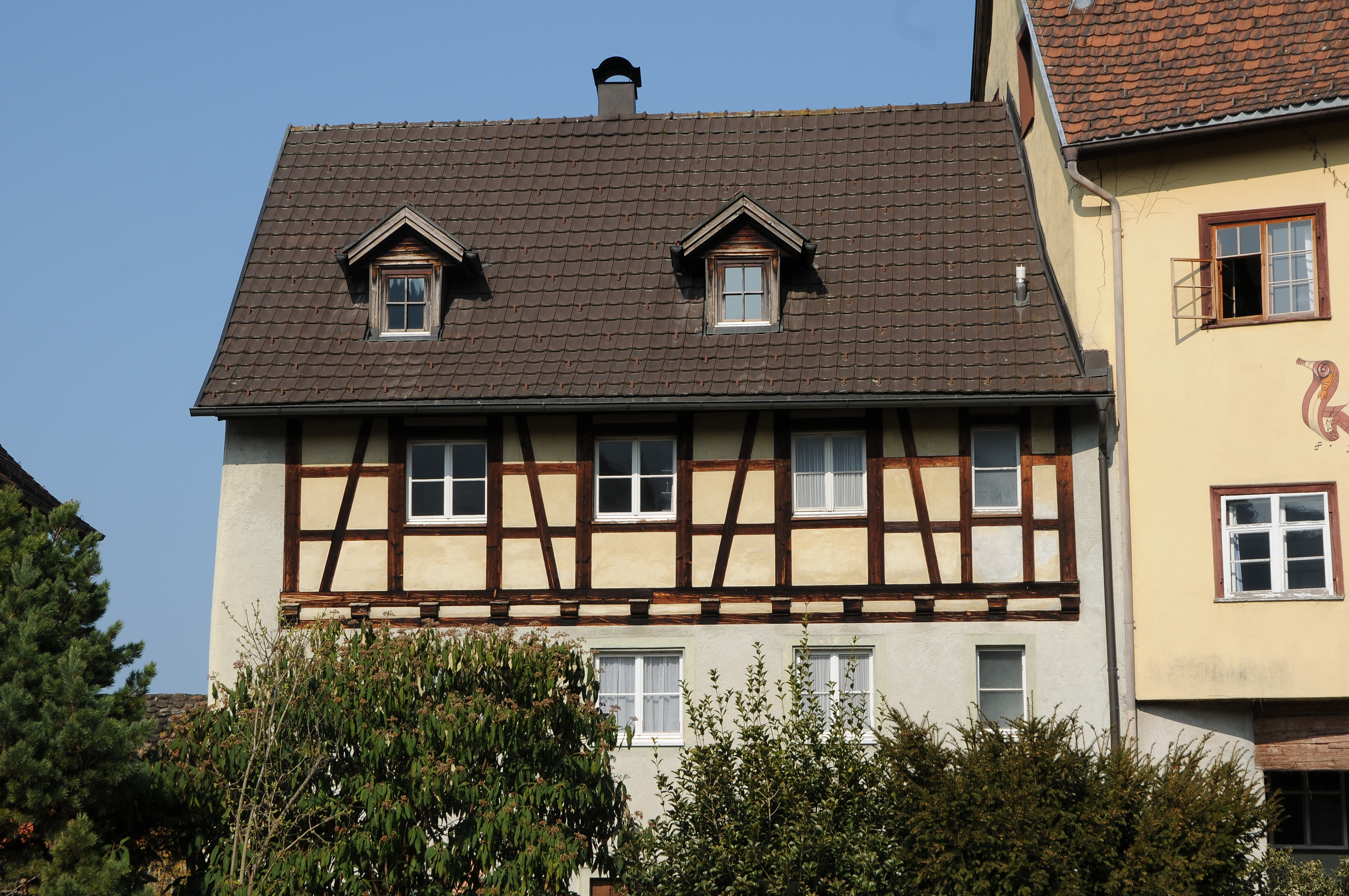
Ehregutaplatz 2, 2012

Das Haus Ehregutaplatz 2 ist ein Wohnhaus in der Oberstadt von Bregenz. Das Bauwerk steht unter Denkmalschutz.

## Geschichte
Das Wohnhaus stammt im Kern aus dem 16. Jahrhundert. Das Fachwerk im zweiten Obergeschoß stammt aus dem 19. Jahrhundert.

## Architektur
Das Wohnhaus ist dreigeschoßig und durch ein Satteldach gedeckt. Im zweiten Stock ist Fachwerk.
Die Türen haben barocke Türbeschläge und Umrahmungen im Renaissancestil.
Die Stuckleistendecken und die Zirbelholztäfer im ersten Stockwerk stammen aus dem 19. Jahrhundert.